# Faustin Ngabu
Faustin Ngabu (ur. w 1935 w Lokwa) – kongijski duchowny katolicki, biskup Gomy w latach 1974-2010.

## Życiorys
Święcenia kapłańskie przyjął 21 grudnia 1963.

## Episkopat
25 kwietnia 1974 Paweł VI mianował go biskupem koadiutorem diecezji Goma ze stolicą tytularną Tigamibena. Sakry biskupiej udzielił mu 27 października 1974 metropolita Bukavu - arcybiskup Aloys Mulindwa Mutabesha Mugoma Mweru.